# Белица (област Силистра)
Вижте пояснителната страница за други значения на Белица.
Бѐлица е село в Североизточна България. То се намира в община Тутракан, област Силистра.

## География
Село Белица е разположено на 18 km южно от общинския център Тутракан, на пътя Тутракан - Исперих. Селото е разположено на два баира, като центъра му е по средата им. Има добре изградена пътна инфраструктура, всички улици са асфалтирани.

### Икономика и транспорт
Белица е с добри автобусни връзки свързващи го с областния град Силистра и общинския Тутракан. В селото почти няма безработица. Големи работодатели са местната Земеделска кооперация, мандрата за преработка на мляко, магазините и заведенията, което превръща Белица във важен икономически субект в общината.

## История
За произхода на името има три основни версии. Първата е, че то произлиза от клетвата на прокудените през 1878 г. турци, които при изселването си казали: „Белясъз калмасън“, това означавало: да не оставя без беля, без нещастие. Така проклятието на селото „белясъз“ било осмислено в наименованието Белица. Втората версия извежда топонима от неговия първи заселник Белчо или Бял Злати. Най-вярна и най-близка до истината е третата версия, че наименованието Белица се е получило от бялата пръст на склона, по които са заселени неговите жители. Първата версия е произволно съчинена и няма обективно основание, защото селището е носи името си и през Османския период, което е видно и от един документ от 1681 г., днес се съхраняван в музея в град Исперих. От кое време съществува селище с името Белица, за сега не може да се установи с положителност, но може да се твърди със сигурност, че то не познава друго наименование, оставайки непроменено в историческото си развитие.

През 1867 г. покрай землището на Белица преминава четата на Панайот Хитов със знаменосец Васил Левски. Това историческо събитие е упоменато и отбелязано в дневника на Иван Кършовски, секретар на четата. 
| „ | Се по дола, излязохме на село Белица един час разстояние от реченото село, към югозапад. И като се навалихме в селото от дясно, имаше два кладенеца от ляво на пътя. | “ |

На 10 май 1939 г. селото е разтърсено от една голяма трагедия. На този ден през нощта невинно са били избити с картечница в инджекьовската гора от румънската военна жандармерия под командата на майор Попеску двадесет и трима българи от селото. На мястото на тази трагедия е издигната памента плоча на която са изписани имената на всичките двадесет и трима невинно убити беличани. Всяка година на 10 май жителите на селото почитат паметта на убитите.
Народно читалище „Христо Ботев“ е създадено в Бѐлица през 1940 г. Народно основно училище „Васил Левски“ действа в селото от 1944 до 2007 г.
След 1944 г. в селото е установено общинско управление и съвет със съставни села Бреница и Шуменци. Участъкова болница в селото има от 1953 до 1963 г. Основано е и местно туристическо дружество „Здравец“.
ТКЗС „Сталин“– Бѐлица е учредено на 22 септември 1948 г., а участъкова ветеринарна служба при ТКЗС е основана през 1951 г.. ОТКЗС „Димитър Благоев“ – Бѐлица функционира от 1958 до 1970 г. Клоново стопанство на ОАПК „Дръстър“ – Силистра работи в селото от 1967 до 1980 г.
От 1979 г. Бѐлица е кметство към Селищна система и Община Тутракан.

## Обичаи
В селото се практикува народен обичай, свързан с коледуването – представяне на Бразаята – грозно животно, което гони лошите духове.

## Личности
- Теодосий Спасов - известен български кавалджия, отраснал в Белица.
- Иван Тодоров Иванов (1938 - 2011) - художник, музикант и интелектуалец, основател на трио „Мундхармоники“, родом от Белица.

## Спорт
Футболния отбор на Белица (ФК Белица) играе в Североизточна В футболна група.